# Рибейра-Сека (Рибейра-Гранде)
Рибейра-Сека (порт. Ribeira Seca) — район (фрегезия) в Португалии, входит в округ Азорские острова. Расположен на острове Сан-Мигел. Является составной частью муниципалитета Рибейра-Гранде. Население составляет 2550 человек на 2001 год. Занимает площадь 12,51 км².